# I Stand Alone
I Stand Alone är ett studioalbum av den svenska popsångerskan Agnetha Fältskog och lanserades 1987.

## Bakgrund
Två år efter skivan Eyes of a Woman gav Agnetha Fältskog ut sitt tredje engelskspråkiga album I Stand Alone. Hon hade givit ut en barnskiva tillsammans med sin son Christian samma år och 1986 hade hon en hit med Ola Håkansson; The Way You Are. Hon bestämde sig, trots sin flygrädsla, för att flyga till Los Angeles för att spela in sin albumet med de amerikanska producenterna Peter Cetera och Bruce Gaitsch. Eftersom producenterna var amerikanska och skivan spelades in i USA har detta album ett mera amerikanskt sound än hennes tidigare engelskspråkiga skivor, vilka hade ett "europeiskt" sound. 
Tre av låtarna släpptes som singelskivor; The Last Time, Let It Shine och I Wasn't the One (Who Said Goodbye) och Fältskog spelade in musikvideor till samtliga tre. 
Love In a World Gone Mad var en cover på den brittiska gruppen Bucks Fizz inspelning från 1986. 

## Låtlista
1. The Last Time (Robin Randall/Judithe Randall/Jeff Law) 4:12
2. Little White Secrets (Ellen Schwartz/Roger Bruno/Susan Pomerantz) 4:04
3. I Wasn't the One (Who Said Goodbye) (duett med Peter Cetera) (Mark Mueller/Aaron Zigman) 4:10
4. Love In a World Gone Mad (Billy Livsey/Pete Sinfield) 4:08
5. Maybe It Was Magic (Peter Brown/Pat Hurley) 4:07
6. Let It Shine (Austin Roberts/Bill LaBounty/Beckie Foster) 3:58
7. We Got a Way (John Robinson/Franne Golde/Martin Walsh) 3:50
8. I Stand Alone (Peter Cetera/Bruce Gaitsch) 4:48
9. Are You Gonna Throw It All Away (Dianne Warren/Albert Hammond) 4:52
10. If You Need Somebody Tonight (D. Warren/A. Hammond) 3:32

## Medverkande
- Trummor: John "J.R." Robinson
- Slagverk: Robbie Buchanan, Paulinho Da Costa
- Bas: Neil Stubenhaus
- Klaviatur, synthesizer: Robbie Buchanan, Bruce Gaitsch, Randy Waldman
- Synthprogrammering: Bruce Gaitsch
- Gitarrer: Bruce Gaitsch
- Saxofon: Dave Boruff
- Munspel: Tommy Morgan
- Bakgrundssång: Kenny & Peter Cetera, Linda Harmon, Darlene Koldenhoven

## Försäljningsframgångar
I Stand Alone blev den skiva som såldes mest i Sverige 1988 och den låg etta i åtta veckor på försäljningslistan. Skivan hade mindre framgångar i andra europeiska länder, men i Norge och Belgien kom den upp på topp 20 och i Nederländerna topp 30. 

## Listplaceringar
| Lista (1987-1988) | Topplacering |
| ----------------- | ------------ |
| Norge             | 15           |
| Sverige           | 1            |

### Fotnoter
1. ↑  Listplacering
2. ↑  Listplacering